# اللغات الدرافيدية
اللغات الدرافيدية هي إحدى أكبر العوائل اللغوية وتضم نحو ثلاث وعشرين لغة، يبلغ عدد الذين يتكلمونها نحو 220 مليون نسمة. موطنها الحالي جنوب الهند، غير أنها انتشرت في جميع أنحاء آسيا الجنوبية وما بعدها: في مناطق أخرى من الهند وسريلانكا وباكستان وبنغلادش وميانمار وسنغافورة وماليزيا وجنوب أفريقيا وجزر فيجي والبحر الكاريبي. وهناك ما يشير إلى أن اللغات الدرافيدية كانت في الماضي أكثر انتشاراً في الهند، غير أن توسع اللغات الهندية الأوربية في شمال الهند دفعها جنوباً.

## الفروع
تتوزع اللغات الدرافيدية على الشكل التالي:
- الفرع الجنوبي. ويضم التاميلية والملبارية والإرولا والتودا والكوتا والبداغا والكوداغو والكنّادية والتولوية.
- فرع جنوب الوسط. ويضم اللغات: التيلوغوية والغوندي والكوندا والكوي والكووي والبنغو والماندا.
- فرع الوسط. ويضم لغات الكولامي Kolami ونايكي Naiki وبارجي Parji والأولاري Ollari.
- الفرع الشمالي. فيضم اللغات البرهوية ومالتو وكوروخ.

وهنالك معلومات تفيد بوجود لغات أخرى غير أنها تفتقد قواعد كافية للنحو، لذلك لا يمكن معرفة إن كانت هذه اللغات مستقلة أم أنها مجرد لهجات لإحدى اللغات الدراڤيدية المعروفة.
توجد بين اللغات الدرافيدية أربع لغات مكتوبة ولها تاريخ أدبي مفصل، وهي الأهم أيضاً فيما يتعلق بعدد الناطقين بها. وهذه اللغات هي التاميلية التي تعود كتابتها إلى عام 250 ق.م، والكنّادية إلى عام 450 م، والتيلوغوية إلى عام 633 م، والملبارية إلى نهاية القرن التاسع. وتميز هذه اللغات بين الفصحى والعامية، أما اللغات الأخرى فهي لغات محكية، ولم تبدأ كتابة بعضها إلا مع مطلع القرن العشرين. ولهذه اللغات تاريخ أدبي غني ومتنوع يراوح بين كتابة الملاحم إلى الشعر التعبدي، ومن النصوص (التعليمية) الوعظية إلى قصائد الحرب البطولية. أما اللغات المحكية منها فهي غنية بالأدب الشفهي الذي يضم الأغاني والقصص والملاحم الشعبية.

## التوزيع
حوالي 29٪ من السكان يتحدثون لغات درافيدية في الهند عام 1981. وانخفضت النسبة نتيجة انخفاض معدلات المواليد مقارنة مع متحدثي اللغات الهندية الآرية ووفقا لتعداد عام 2001، نحو 21.5٪ أو 220 مليون من إجمالي عدد السكان 1.02 مليار نسمة هم متحدثوا لغات درافيدية.
| اللغة        | الفرع      | عدد المتحدثين | المكان                              |
| ------------ | ---------- | ------------- | ----------------------------------- |
| الشينشو      | جنوب الوسط | 26.000        | أندرا برديش، تيلانغانا              |
| الكوندا      | جنوب الوسط | 20.000        | أندرا برديش، أوديشا                 |
| الناغارشالية | جنوب الوسط | 7.000         | ماديا براديش، تشاتيسغار، ماهاراشترا |
| ماندا        | جنوب الوسط | 2.000         | أوديشا                              |
| الكولامي     | الوسط      | 115.000       | تيلانغانا، ماهاراشترا               |
| بارجي        | الوسط      | 80.000        | تشاتيسغار                           |
| الأولاري     | الوسط      | 23.000        | أندرا برديش، أوديشا                 |
| نايكي        | الوسط      | 10.000        | أندرا برديش، ماهاراشترا             |

## النظام الصوتي
يميز النظام الصوتي للغات الدرافيدية بين الأصوات اللينة الطويلة والقصيرة، وهي تفتقر عامة إلى الإدغام أي دمج حرفي علة معاً. تنطق الأصوات الساكنة من نحو ستة مواضع للنطق (مخارج للحروف) بما في ذلك السلسلة المثنية إلى الخلف المتميزة التي تضفي على اللغة الدرافيدية صبغة مليئة بصوت الراء المثنية. وهذه السلسلة تنطق عن طريق ثني اللسان إلى الأعلى ليلامس الجزء الأمامي من سقف الحلق. كما تتميز هذه اللغات بوضع النبرة على الجزء الأول من الكلمة، وبالتشكل الإلصاقي بحيث تتركب المفردات من جذور تتبعها سلسلة من اللواحق (Suffixes). ومع مرور الزمن استعارت بعض اللغات الدرافيدية أيضاً بادئات (Prefixes) من اللغات الهندية - الآرية.

## النحو
تميز اللغات الدرافيدية بين نوعين من الكلام: الأسماء والأفعال. وتصرف الأسماء لبيان العدد والحالة وتصرف الأفعال لبيان الزمن والصيغة. ويميز النظام الجنسي لهذه اللغات بين مجموعتين من الأسماء: أسماء المخلوقات من المرتبة العليا وتلك التي دون ذلك. تميز الأفعال الدرافيدية بشكل أساسي بين الفعل المحدود والفعل اللامحدود، وتبين الأفعال المحدودة الزمن كما يتفق فيها الفعل مع فاعله، أما الأفعال غير المحدودة فلا تبين الزمن ولا يتفق فيها الفعل مع فاعله. وتساعد الأفعال اللامحدودة خاصة على إيجاد جمل ذات بنية مركبة ومعقدة.
يكون ترتيب الجملة الرئيس في معظم اللغات الدرافيدية على شكل فاعل - مفعول به - فعل. وبهذا فإن الجمل المتممة للمسند تسبق الجمل الرئيسة، والأفعال الرئيسة تسبق الأفعال المساعدة، والصفة تسبق الاسم الذي تصفه. غير أن هذا النمط تغير في بعض اللغات الدرافيدية الشمالية والوسطى تحت تأثير اللغات الهندية - الآرية المجاورة فأصبحت الجمل الرئيسة تسبق الجمل المتممة.
تتألف الجملة البسيطة من مسند إليه (فاعل) ومسند. يكون المسند إليه في غالب الأحيان اسماً في حالة الفاعل غير أنه يظهر في بعض الحالات الخاصة، كما في اللغة التاميلية، في حالة أخرى مثل حالة المفعول به غير المباشر. أما الـمسند فهو في أغلب الأحيان فعل محدود يتطابق في العدد والجنس والشخص مع الاسم، غير أنه من الممكن أن يكون اسماً من دون أن يكون هناك أي فعل رابط أو صلة بينه وبين المسند إليه.
تظهر الأفعال اللامحدودة بارزة في بنية الجمل المعقدة، غير أن بعض اللغات الدرافيدية استعارت أو طورت أدوات للربط من أجل هذه الغاية، فمن الممكن أن تتكوّن الجملة من عدة أفعال لا محدودة يأتي فيها الفعل تلو الآخر بتسلسل وينتهي بفعل محدود.

## المفردات
تستمد اللغات الدرافيدية مفرداتها من المنطقة المحلية الأصلية كما تستعير من مجموعة من اللغات المختلفة الأخرى كاللغة السنسكريتية. وقد كان للغات الإنجليزية والبرتغالية والأُردية تأثير في مفردات اللغات الدرافيدية في العصر الحديث. ومع أن هذه اللغات استعارت مفردات عدة وبعض الأصوات اللغوية غير أن تركيب الكلمة وبناء الجملة حافظ عامة على خصائصه الدرافيدية.